# Literatura inglesa
Literatura em Língua Inglesa é toda a literatura escrita ou composta em língua inglesa, mesmo que por autores que não são necessariamente da Inglaterra ou outros países cuja língua principal é o inglês (exemplos: Joseph Conrad era polaco, Robert Burns era escocês, James Heller era irlandês, Edgar Allan Poe era estadunidense, Salman Rushdie e William Makepeace Thackeray são indianos). Nas academias ou universidades, o termo refere-se frequentemente a departamentos e programas práticos de Estudos Ingleses, designação que procura dar conta do facto de as antigas colónias britânicas terem desenvolvido a sua literatura própria e de falarem variantes do inglês. Por outras palavras, a literatura inglesa é tão diversa como as diversas variantes de inglês faladas no mundo.

## Idade Média
Devido ao fato de a herança galesa e romana ter sido quase totalmente apagada por invasões das populações da baixa Alemanha e Escandinávia, é somente no início da Idade Média que aparecem as primeiras palavras em inglês, escritas em dialeto Anglo-Saxónico, agora conhecido como inglês antigo (Old english), cujo texto sobrevivente mais antigo é Cædmon's Hymn de Cædmon). A tradição oral era muito forte nos primórdios da cultura inglesa, e a maioria dos trabalhos literários foi escrita para ser representada. Os poemas épicos eram bastante populares, e muitos deles, incluindo Beovulfo, sobreviveram até aos dias de hoje, como obras literárias escritas em língua inglesa antiga.
Existia um idioma que lembrava o norueguês e, mais ainda, o islandês atuais, embora muito do verso anglo-saxão nos manuscritos existentes seja provavelmente uma adaptação "suave" dos primeiros poemas de guerra escandinavos e germânicos. Quando tais poemas foram trazidos para Inglaterra, eles começaram a ser transmitidos oralmente de uma geração para outra, e a constante presença de versos aliterativos, com ritmo constante (atualmente manchetes de jornal e propagandas usam abundantemente estas técnicas, tais como em Maior é Melhor), ajudava o povo anglo-saxão a lembrá-los melhor. Tal ritmo é uma característica do idioma alemão e é oposto aos poemas em línguas românicas, vocálicos e sem ritmo. Os primeiros versos escritos datam da época de fundação dos primeiros monastérios cristãos, por Santo Agostinho de Cantuária e seus discípulos, e é razoável acreditar que esses poemas tenham sido, de alguma forma, adaptados com base em leituras cristãs. Mesmo sem suas linhas grosseiras, os poemas de guerra viquingues ainda têm o cheiro de sangue feudal, e suas rimas consonantes soam como encontros de espadas sob o triste céu do norte: há ainda um senso de perigo iminente em suas narrativas. Em pouco tempo, todas as coisas devem chegar a um fim, assim como Beovulfo acaba morrendo nas mãos de um gigantesco monstro que ele passara a vida combatendo. Os sentimentos de Beovulfo, de que nada continua e que a juventude e alegria irão se tornar morte e dor, penetraram no Cristianismo que irá dominar a futura paisagem da ficção inglesa. O tema dos idos tempos dourados (ubi sunt) é, por exemplo, recorrente em Hamlet ("Alas, poor Yorick..." traduzindo: "Ai de mim, pobre Yorick... "), para não mencionar a poesia da era jacobina (1567–1625). Com exceção da levemente amorosa e otimista literatura da Restauração e da chamada era augusta, a melancolia e a angústia permanecem como tema favorito dos escritores de língua inglesa, embora o romance gótico e o pré-romantismo já marcassem o nascimento da sensibilidade romântica moderna.
Quando Guilherme, o Conquistador transformou a Inglaterra em uma parte da Anglo-Normandia em 1066 e introduziu o normando nas ilhas britânicas, a velha poesia inglesa continuou a ser lida na língua original. Foi somente no início do século XIII, quando Albion tornou-se independente e cortou suas relações com a França, que a língua realmente mudou. Como os Normandos foram assimilados pela cultura principal, seu francês penetrou nas classes mais baixas da sociedade, mudando a gramática e o léxico do inglês antigo. Embora não se tenha tornado uma língua normanda, o inglês de Geoffrey Chaucer é muito mais próximo ao inglês dos dias atuais do que a linguagem falada no século anterior. O falante de inglês atual não pode ler Chaucer (inglês médio) sem dificuldade mas pode captar a essência da história; no entanto, ele só pode ler Beovulfo (inglês anglo-saxão) se transcrito para o inglês moderno.
Na Alta Idade Média (1200-1500), os ideais de amor cavalheiresco entraram na Inglaterra, e os autores começaram a escrever romances, seja em prosa ou verso. Tornaram-se especialmente populares os contos sobre Rei Artur e sua corte. O poema Sir Gawain and the Green Knight ('Sir Gawain e o Cavaleiro Verde') mostram muitas das feições-chave da literatura desse tempo: o legendário reino de Artur como cenário, a ênfase no comportamento cavalheiresco e um colorido religioso.
O teatro medieval inglês era evidentemente religioso. Peças de mistério eram encenadas nas cidades e vilarejos para celebrar as principais festas, e as menos formais, tais como as farsas e mascaradas, também apresentavam temas natalinos.
O primeiro autor inglês, Geoffrey Chaucer (1340 -1400) escrevia em inglês médio, ou seja, um inglês com influências da língua normanda e do latim. Seu mais famoso trabalho é The Canterbury Tales ('Os Contos da Cantuária'), uma coleção de histórias em uma variedade de gêneros, contada por um grupo de peregrinos a caminho da Cantuária. Consideravelmente, são de todos os estilos de vida, o que reflete muito da cultura inglesa da época e da linguagem que se usava. Mas, embora Chaucer seja certamente um autor inglês, ele foi inspirado por desenvolvimentos literários que tiveram lugar em outros pontos da Europa, especialmente na Itália. The Canterbury Tales de Chaucer é bastante influenciado pelo Decamerão de Giovanni Boccaccio. A Renascença tinha feito sua aparição na Inglaterra.

## Início da Idade Moderna (Renascença)
Após a introdução das prensas móveis na Inglaterra por William Caxton em 1476, uma literatura vernacular, como outras literaturas nacionais, floresceu. A Reforma inspirou a produção de uma liturgia vernacular que levou à criação do Book of Common Prayer, que muito influenciou a linguagem da literatura inglesa da época. A poesia, a prosa e a dramaturgia produzidas no período da rainha Isabel I e o rei Jaime I é o que hoje chamamos de literatura moderna ou renascentista inglesa.

## Literatura elisabetana
A era elisabetana viu um grande florescimento da literatura, especialmente no teatro. A Renascença Italiana tinha redescoberto o teatro grego e romano da Antiguidade, e isso foi fundamental no desenvolvimento do novo teatro, que estava então começando a se distanciar das velhas peças de mistério e milagres da Idade Média.Os italianos foram particularmente inspirados por Sêneca - filósofo, tutor de Nero e grande autor de tragédias - e por Plauto, cujos clichês cômicos, especialmente daqueles soldados garbosos, tiveram uma poderosa influência no Renascimento e depois. Contudo, as tragédias italianas adotaram um princípio contrário à ética de Sêneca: mostravam sangue e violência no palco. Nas peças de Sêneca, tais cenas somente eram representadas em cartazes. Mas os dramaturgos ingleses estavam fascinados pelo modelo italiano: havia uma significativa comunidade de atores italianos morando Londres, e Giovanni Florio havia trazido muito da cultura da Itália, particularmente da linguagem italiana, para a Inglaterra. É também verdade que a era elisabetana foi uma época muito violenta e que a alta incidência de assassinatos políticos na Renascença italiana (referida por Nicolau Maquiavel em O Príncipe) não permitia acalmar temores de conspirações. Como um resultado disto, representações que continham este tipo de violência, nessa época, eram provavelmente mais catalíticas para o espectador elisabetano. Acompanhando as primeiras peças elisabetanas, tais como Gorboduc, de Thomas Sackville e Thomas Norton, e The Spanish Tragedy de Thomas Kyd, a qual forneceu muito material para Hamlet, William Shakespeare destaca-se neste período como poeta e dramaturgo. Shakespeare não era um homem de letras por profissão e provavelmente tinha somente alguma educação gramatical escolar. Não era nem advogado, nem aristocrata como os “talentos universais” que monopolizavam o palco inglês quando ele começou a escrever. Mas era muito talentoso e incrivelmente versátil, e ultrapassou profissionais como Greene, que ridicularizava este "shake-scene" de origens humildes. Embora a maioria das suas peças tivesse tido grande sucesso, foi em seus últimos anos (marcados pelo início do reinado de James I) que ele escreveu aquelas que viriam a ser consideradas suas principais obras: Hamlet, King Lear, Macbeth, All's Well That Ends Well, Antony and Cleopatra. Para listar os trabalhos que pertencem ao período tardio, devemos adicionar A Tempestade, uma tragicomédia que inscreve, dentro do drama principal, uma brilhante demonstração para o novo rei. Esta 'peça dentro de uma peça' toma forma de uma masque, um interlúdio com música e dança, colorido por efeitos especiais em novos teatros internos. Críticos mostraram que a peça principal foi escrita para a corte de James, se não o foi para o próprio monarca. A arte mágica de Próspero, da qual depende o desfecho do enredo, sugere a bela relação entre arte e natureza na poesia. De forma significativa, naqueles anos, os primeiros colonos chegam à America), e A Tempestade é (embora não pareça) ambientada nas Ilhas Bermudas, conforme as pesquisas em Bemuda Pamphlets (1609) têm mostrado, ligando Shakespeare à Virginia Company.
Os sonetos foram introduzidos na Inglaterra por Thomas Wyatt no início do século XVI. Os poemas pretendiam ser transformados em músicas, tais como os de Thomas Campion, que se tornaram populares quando a literatura impressa foi disseminada mais abertamente nas casas (veja a escola inglesa de madrigal). Outras figuras importantes no teatro elisabetano incluem Christopher Marlowe, Thomas Dekker, John Fletcher e Francis Beaumont. Se Marlowe (1564-1593) não tivesse sido esfaqueado numa taverna aos vinte e nove anos ele poderia, segundo Anthony Burgess, ter rivalizado, se não igualado o próprio Shakespeare em seus dons poéticos. Observe-se que Marlowe nasceu apenas dois meses antes de Shakespeare e provavelmente houve interação entre eles, resultando em uma influência mútua, embora ambos diferi No entanto, diferiam consideravelmente quanto aos temas abordados.
A produção de Marlowe se concentra principalmente no drama de conteúdo moral - uma forma herdada do teatro didático religioso do Medievo. Inspirado na tradição germânica, introduziu no teatro inglês o personagem Doutor Fausto . A história de Fausto encontra suas raízes em uma lenda popular publicada no século XVI como Faustbuch ('Livro de Fausto'), obra anônima de caráter moralista, a cuja tradução inglesa Marlowe pode ter tido acesso.Fausto é um cientista e mago, que, obcecado pelo conhecimento e pelo desejo de expandir os limites e o poder da ciência, vende sua alma ao diabo. O Fausto de Marlowe é um humanista estudioso e contestador dos velhos valores, que persegue o conhecimento total. Ele adquire poderes sobrenaturais que lhe permitem até voltar no tempo e casar-se com Helena de Troia mas, ao fim do seu pacto de 24 anos com o diabo , é obrigado a entregar-lhe a sua alma. Em Fausto, Marlowe faz uso da estrutura dramática das moralidades medievais, que se constituem basicamente de uma história de tentação, queda e danação, usando livremente figuras da cultura popular cristã, como o anjo bom e o anjo mau, os sete pecados capitais e os demônios Lúcifer e Mefistófeles.Os heróis sombrios podem ter um pouco do próprio Marlowe, cuja data de morte ainda é um mistério. Ele era conhecido por ser ateu, levar uma vida desregrada, ter várias mulheres, manter ligações com rufiões e frequentar, enfim, os "círculos superiores" do submundo de Londres. Mas muitos suspeitam que isso possa ter sido um disfarce para suas atividades de agente secreto de Isabel I e sugerem que o "esfaqueamento acidental" de que Marlowe foi vítima possa ter sido um assassinato premeditado, a mando dos inimigos da Coroa.
Na época, Beaumont e Fletcher também eram bastante famosos e é quase certo que tenham ajudado Shakespeare a escrever seus melhores dramas. Nessa mesma época, o gênero de comédia urbana se desenvolve. No fim do século XVI, a poesia inglesa era caracterizada pela linguagem elaborada e pelas constantes alusões aos mitos clássicos. Dentre os mais importantes poetas dessa época incluem-se Edmund Spenser e Sir Philip Sidney.

## Literatura jacobina
Depois da morte de Shakespeare, o poeta e dramaturgo Ben Jonson foi a figura condutora da literatura da era jacobina (1567–1625). Contudo, a estética de Jonson apresentava características de um retorno a Idade Média, incorporando, por exemplo, a teoria dos humores, segundo a qual o universo é feito de quatro elementos (terra, água, ar e fogo), e comportamentos diferentes resultam da prevalência de um elemento sobre os outros três (este era o princípio guia para os médicos também). Isto levou Jonson a exemplificar tais diferenças na criação de tipos ou clichês, enquanto Shakespeare já tinha abandonado tal teoria, em favor de uma abordagem psicológica, que caracteriza o teatro moderno. De todo modo, Jonson foi um mestre em seu estilo e um notável autor satírico.
Outros que seguiram o estilo de Jonson incluem Francis Beaumont e John Fletcher, que, embora não fossem tão talentosos quanto Shakespeare, escreveram comédias quase tão brilhantes, a exemplo de The Knight of the Burning Pestle, uma sátira à classe média ascendente e especialmente aos novos ricos, que fingiam declamar uma literatura de bom gosto sem conhecer nada a respeito. Na história, um casal de donos de mercearia discutem com atores profissionais para que seu filho iletrado interprete o papel principal em uma peça. Ele se torna o cavaleiro errante que, apropriadamente, revela uma queimadura de pilão em seu escudo. Buscando ganhar o coração de uma princesa, o jovem homem é ridicularizado tanto quanto Dom Quixote será ridicularizado em um futuro romance. Um dos méritos principais de Beaumont e Fletcher foi o de perceber como o feudalismo e os cavaleiros haviam se transformado em vaidade e fingimento, e que novas classes sociais estavam em ascensão.
Outro estilo popular durante era jacobina era peça de vingança, popularizada por John Webster e Thomas Kyd. George Chapman escreveu um par de sutis tragédias de vingança, mas devem ser lembrados principalmente em consideração de sua famosa tradução de Homer, a qual teria uma profunda influência em toda futura literatura inglesa, inspirando até John Keats a escrever algumas de suas grandes poesias.
A Bíblia do rei Jaime, um dos projetos mais massivos de tradução da Inglaterra até este tempo, foi iniciado em 1604 e completado em 1611. Ela representa o ponto culminante da tradição de tradução bíblica na Inglaterra e que começou com o trabalho de William Tyndale. Ela se tornou a Bíblia padrão da Igreja da Inglaterra e um dos grandes trabalhos literários de todos os tempos. Esse projeto foi encabeçado pelo rei Jaime I em pessoa, que supervisionou o trabalho de quarenta e seis sábios. Embora uma tradução mais fiel tenha sido feita em 1970, e muitas outras depois dessa, nenhuma tem a mesma qualidade poética da Bíblia do Rei Jaime, na qual a métrica é conduzida de modo a imitar a dos versos hebreus originais.
Ao lado de Shakespeare, que aparece no início dos anos 1600, os principais poetas do início do século XVII incluem John Donne e outros poetas metafísicos. Influenciada pelo Barroco continental e retirando seu conteúdo subjetivo do misticismo cristão e do erotismo, a poesia metafísica utilizou figuras pouco convencionais ou anti-poéticas, tais como um compasso ou um mosquito, para obter o efeito surpresa. Por exemplo, em um dos sonetos de Donne, a ponta de um compasso representa dois amantes; a mulher, que está em casa esperando, é o centro; o ponto mais distante é seu amante, que está navegando, longe dela. Mas quanto maior a distância, maior é união superior entre as pontas do compasso: a distância torna o amor mais forte. O paradoxo ou a contradição é uma constante nessa poesia, em que os medos e as ansiedades também falam de um mundo de certezas espirituais que é abalado pelas modernas descobertas da ciência. O homem não é mais o centro do universo.

## Literatura na era Cromwell
Os anos turbulentos de meados do século XVII, durante o reinado de Carlos I (deposto e executado em 1649), bem como no período que se seguiu, com a instituição da Commonwealth (governo republicano do período 1649 -1660) e do Protetorado), assistiram ao nascimento da literatura política na Inglaterra. Os panfletos escritos pelos simpatizantes de cada uma das facções que se organizaram durante a Guerra Civil Inglesa iam desde os mais violentos ataques pessoais até as mais variadas formas de propaganda, passando pelas mais diversas propostas e esquemas para reformar a nação.
Leviathan, a célebre obra de Thomas Hobbes é um dos trabalhos mais importantes da filosofia política britânica. Nesse período também ocorre o surgimento dos primeiros jornais britânicos, com jornalistas como Henry Muddiman, Marchamont Needham, John Birkenhead, que representavam os pontos de vista das diversas partes em conflito. As constantes prisões dos autores e a eliminação de seus trabalhos tiveram como consequência a impressão secreta ou feita no estrangeiro, o que levou à criação da ideia de "licença". A Areopagitica, um panfleto político de John Milton, foi escrita em oposição à licença e é considerada como uma das mais eloquentes defesas da liberdade de imprensa já escrita.
Outras formas de literatura escritas durante este período são usualmente relacionadas textos políticos ou seus autores estão agrupados ao longo de tendências políticas. A poesia cavalheiresca, atividade principal antes da guerra civil, relacionou-se muito como a nova escola dos poetas metafísicos. O afastamento forçado de oficiais reais após a execução de Carlos I foi uma boa coisa no caso de Izaak Walton, pois isto deu a ele tempo para trabalhar em seu livro The Compleat Angler. Publicado em 1653, o livro era, aparentemente, um guia para pesca mas, de fato, era muito mais uma reflexão sobre a vida, o prazer e o contentamento. Os dois poetas mais importantes da Inglaterra de Oliver Cromwell foram Andrew Marvell e John Milton, com suas produções direcionadas para glorificar o novo governo, tal como An Horatian Ode upon Cromwell's Return from Ireland, de Marvell. A despeito de suas crenças republicanas, eles escaparam de punições no momento da Restauração de Carlos II, após a qual Milton escreveu alguns de seus maiores poemas, contendo algumas mensagens políticas escondidas sob a roupagem de alegorias. Thomas Browne foi outro escritor do período: um homem estudado, com uma extensa biblioteca, ele escreveu proliferamente sobre ciência, religião, medicina e esoterismo.

## Literatura na Restauração

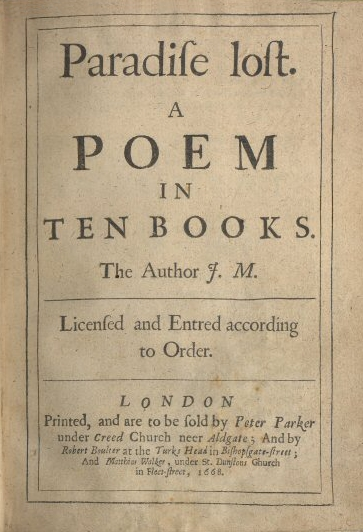
Paradise Lost de milton conta uma história de orgulho e rebelião.

A literatura no período da Restauração inclui o Paraíso Perdido e Sodom de Earl of Rochester, a comédia sexual altamente impetuosa de The Country Wife e visão moral de moral de Pilgrim's Progress. É visto a Treatises on Government de Locke, a fundação da Royal Society, o experimento de Robert Boyle e o pensamento completo de Boyle, os ataques histéricos aos teatros de Jeremy Collier, o pioneirismo da literatura crítica de Dryden, e os primeiros jornais. A mudança na cultura literária fora causada pela censura e pelos padrões moralistas radicais aplicados pelo regime puritano dos Cromwell, criando uma descontinuidade na tradição literária. Após a Restauração, há uma retomada gradual de todas as formas de literatura. Durante o Interregnum, as forças reais atacaram a corte , que seguiu para o exílio com Carlos II, que tinha então 20 anos. Os nobres que viajaram com Carlos II ficaram então alojados, por mais de uma década, no centro da cena literária do continente. Os nobres que viviam na Holanda começaram a aprender sobre trocas mercantis mas também sobre tolerância e racionalismo, ideias que circulavam livremente no país.
A maior e mais importante forma poética dessa época foi a sátira. No geral, publicações satíricas eram anônimas. Era um grande perigo ser associado a uma sátira. Por um lado, segundo as leis de difamação, era difícil para um sátiro evitar um processo, se fosse provado que ele escrevera um panfleto que parecesse criticar um nobre. Por outro lado, indivíduos ricos poderiam responder violentamente a uma sátira, e o poeta suspeito podia ser atacado fisicamente. John Dryden foi agredido devido à mera suspeita de ter escrito Satire on Mankind. Uma consequência desse anonimato é que a grande maioria dos poemas, alguns deles de mérito, não foram publicados e permaneciam desconhecidos.
A prosa no período da Restauração é dominada por escritos religiosos cristãos, mas a Restauração também viu o início de dois gêneros que iriam dominar períodos posteriores: a ficção e o jornalismo. Escritos religiosos frequentemente se confundiam com escritos de economia e política, assim como escritos políticos e econômicos tinham relacionamento direto com a religião. Thomas Sprat escreveu sua History of the Royal Society em 1667 e apontou, em um único documento, quatro dos objetivos da ciência empírica dali para frente. A restauração também foi a época em que John Locke escreveu muitos de seus trabalhos filosóficos. O empirismo de Locke foi uma tentativa de compreender a razão humana e, portanto divisar uma maneira apropriada para tomar decisões profundas. Esse mesmo método científico levou Locke a escrever seus três Treatises on Government, que mais tarde iriam inspirar os ideólogos da Revolução Americana. Com seu trabalho compreendido, Locke migrou das unidades mais básicas da sociedade em direção às mais elaboradas, e, como Thomas Hobbes, enfatizou a flexibilidade da natureza do contrato social. Em uma era que tinha visto a monarquia absoluta desabar, uma tentativa de democracia, uma democracia corrupta e uma monarquia limitada restaurada, somente uma flexibilização de base no governo poderia satisfazer. A Restauração reprimiu a maioria dos mais estridentes escritores sectários. Autores puritanos como John Milton foram forçados a se retirar da vida pública ou a se adaptar, e autores escavadores, quintomonarquistas, Niveladores, quakers, e anabaptistas, que tinham discurso contrário ao monarca e que haviam participado diretamente no regicídio de Carlos I foram parcialmente reprimidos. Consequentemente, escritores violentos foram empurrados para clandestinidades, e muitos daqueles que haviam servido ao Interregno atenuaram suas posições na Restauração. John Bunyan manteve-se à parte de outros autores religioso do per[iodo. O Peregrino de Bunyan é uma alegoria da salvação pessoal e um guia pra vida Cristã. Ao invés de qualquer foco na escatologia ou retribuição divina, Bunyan ao mostra como a santidade individual pode prevalecer contra as tentações da mente e do corpo que levam a danação. O livro foi escrito numa narração clara e mostra influências de drama e biografia, e ainda mostra um prenuncio da grande tradição alegórica encontrada em Edmund Spenser. Durante o período da restauração, a maneira mais comum de obter as novidades era através de uma publicação geral. Uma simples folha larga de papel deve ter um texto, usualmente parcial, acerca de um evento. Entretanto, o período viu o inicio do jornalismo profissional e periódico (indicando que a publicação era regular) em Inglês. O Jornalismo desenvolveu mais tarde, geralmente por volta do tempo de subida ao trono de William de Orange em 1689. Coincidentemente ou intencionalmente, os ingleses passaram a ter jornais quando William trouxe sua corte de Amsterdam, onde os jornais já começavam a serem publicados.

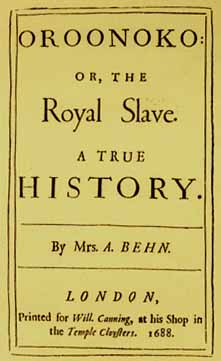
Primeira edição de Oroonoko, 1688

É impossível datar satisfatoriamente o inicio da literatura de ficção na Inglaterra. Entretanto, histórias de ficção e biografias ficcional começaram a se diferenciar entre si e de outros gêneros na Inglaterra durante o período da restauração. Uma tradição existente do Romance de ficção na França e Espanha era popular na Inglaterra. O "Romance" era considerado um gênero feminino, e a mulher era rotulada como leitora de "novelas" como vice-versa. Uma das figuras mais significantes surgidas do romance no Período da Restauração é Aphra Behn. Ela não era somente a primeira novelista Profissional feminina, mas ela deve estar entre a primeira novelista profissional de ambos sexos na Inglaterra. O mais famoso romance de Behn é Oroonoko de 1688. Esta é uma biografia inteiramente ficcional de um rei Africano que teria sido escravizado no Suriname. Os romances de Behn mostram a influência da tragédia e de sua experiência como dramaturga.
Tão logo foi banido o regime Puritano anterior das peças públicas as representações ganharam ânimo e o drama recriou-se rápida e abundantemente. A mais famosa peça do inicio do período da Restauração eram não sentimentais ou comédias "duras" de John Dryden, William Wycherley, e George Etherege, as quais refletem a atmosfera da Corte, e celebram um estilo de vida machista aristocrático de persistente intriga sexual e conquista. Depois de rápida queda na quantidade e qualidade em 1680, a metade da década de 1990 viu um breve florescimento do drama, especialmente a comédia. Comédias como Love For Love de William Congreve (1695) e The Way of the World (1700), e The Relapse de John Vanbrugh (1696) e The Provoked Wife (1697) foram "suave" e mais classe média no etos, muito diferente da extravagância aristocrática de vinte anos antes, e atingiu uma grande. Os Dramaturgos de 1690 direcionavam o apelo para audiências mais socialmente misturadas com um forte peso do elemento da classe média, e espectadores femininos, por exemplo pela movimentação da guerra entre os sexo da arena da intriga para aquela do casamento. O foco na comédia são amores jovens passando a perna na velha geração, particularmente nas relações matrimoniais após o inicio do casamento.
Os Diaristas John Evelyn e Samuel Pepys descrevem o dia-a-dia da vida em Londres e cena cultural de seus tempos.

## Literatura augustina
O termo literatura Augustina surgiu de autores das décadas de 1720's e 1730's referindo-se a eles mesmo, que respondiam por um termo que George I da Inglaterra preferia para si mesmo. Enquanto George I entendia que o titulo refletia sua bravura, eles entendiam que ao invés disto ele fazia referência da transição da Antiga Roma de literatura grosseira e simples para um literatura altamente politizada e muito elaborada. Devido a esta disposição da metáfora, o período de 1689 - 1750 foi chamada de "a Idade Augustina" pelos críticos através do século XVIII (incluído Voltaire e Oliver Goldsmith). A literatura deste período é evidentemente política e profundamente ciente de críticos dedicados para literatura. Esta foi uma época de exuberância e escândalo, de enorme energia, criatividade e escândalo, que reflete uma era quando o povo da Inglaterra, Escócia, e Irlanda se encontravam em meio da uma expansão econômica, poucas barreiras para educação, e a agitação da Revolução Industrial.
O poeta que mais se destacou no período é Alexander Pope, mas a excelência de Pope é uma das facetas na sua constante batalha com outros poetas, e sua serenidade, a aparente abordagem neo-Classical para poesia é uma competição com versos altamente virtuosos e competição pesada de tais poetas com Ambrose Phillips. Foi durante este período que James Thomson produziu sua melancólica The Seasons e Edward Young escreveu Night Thoughts. Foi também nesta era que assistimos uma seria competição sobre o modelo adequado do pastoral. No criticismo, os poetas lutaram com uma doutrina do decência, de encontrar as palavras adequadas com senso próprio e de estilo que encontre a gravidade de um subjetivismo. Ao mesmo tempo, o caricatura do herói teve seu auge. O rapto da Madeixa e The Dunciad de Pope são ainda os maiores poemas de caricatura do herói que já foram escritas.
Na prosa, a parte inicial do período foi ofuscada pelo desenvolvimento da experimentação do Inglês. The Spectator de Joseph Addison e Richard Steele estabeleceram a forma do periódico experimental Inglês, inventado o ponto de vista de um observador imparcial da vida humana que pode meditar em relação ao mundo sem advogar qualquer mudança nele. Contudo, este também foi o tempo quando a novella Inglesa, que surgiu na Restauração, desenvolveu em uma arte maior. Daniel Defoe voltou-se do jornalismo e biografias da vida de criminosos para impressão de escritos de biografias ficcionais de criminosos como Roxana e Moll Flanders. Ele também escreveu sobre o comportamento ficcional das viagens de Alexander Selkirk chamado Robinson Crusoe (1719). O romance vira beneficiar indiretamente de uma peça trágica, e na metade do século muito outros autores começaram a escrever romances.
Se Addison e Steele possuíam um tipo de prosa, então Jonathan Swift tinha outro. O estilo da prosa de Swift é pouco cortes e direto, com uma clareza que poucos contemporâneos alcançaram. Ele era profundamente cético a respeito do mundo moderno, mas ele era similarmente profundamente receoso da nostalgia. Ele via na história uma coleção de mentiras e vaidades, e via em seu presente uma louca vaidade e mentiras. O centro dos valores Cristão era essencial, mas estes valores tinham de ser exercitados, proclamados e desenvolvidos pela constante rejeição dos jogos de crenças humanas e seus canais. A Tale of a Tub de Swift proclama sua analise cética das afirmações do mundo moderno, e em seus últimos trabalhos de prosa, tais como a Guerra com Patridge o astrólogo, e o maior de todas as suas zombarias do orgulho em Gulliver's Travels deixa unicamente o individuo em medo constante e completa humilhação. Depois de seu "exílio" na Irlanda, Swift relutantemente começa a defender o povo Irlandês da predação do colonialismo. Seu livro A Modest Proposal e cartas Drapier provocaram tumultos e irritações, mas Swift, que não tinha amor pelo Catolicismo Romano da Irlanda, , foi ultrajado por abusos e barbaridades que ocorriam em torno dele.
O drama na parte inicial do período apresentava as ultimas peças de John Vanbrugh e William Congreve, ambos os quais conduziram a comédia da Restauração com algumas alterações. Contudo, a maioria das encenações era de pequenas farsas e algumas tragédias serias e domesticas. George Lillo e Richard Steele produziram tragédias de formas morais elevadas, onde as características e preocupações dos atores restringiam-se completamente classe media ou da classe trabalhadora. Isto reflete uma acentuada mudança na audiência para as peças, com o patronato real na tendo tanta importância para o sucesso teatral. Adicionalmente, Colley Cibber e John Rich começaram uma batalha mutual por um espetáculo mais e mais grandioso para ser apresentado na peça. A figura do Harlequin foi criada, e o teatro de pantomima começou a ser apresentado. Esta comédia pobre era bastante popular, e as pecas tornaram-se terceiro nível na preparação. Ópera também se tornou popular na Inglaterra, e havia uma significante resistência literária por esta incursão Italiana. Esta tendência foi quebrada somente por umas poucas tentativas por um novo tipo de comédia. Pope e John Arbuthnot e John Gay tentaram uma peça intitulada Three Hours After Marriage que falhou. Em 1728, porem, John Gay retornou para a casa de espetáculos com The Beggar's Opera. Operas de Gay eram na Inglaterra e recontavam a história de Jack Sheppard e Jonathan Wild. Contudo, isto se parecia ser uma alegoria para Robert Walpole e os diretores da South Sea Company, e portanto a continuidade da opera de Gay foi abandonada sem ter sido apresentada. Em 1737, o drama no século XVIII quase termina, naquele que foi o ano do Licensing Act. Naquele ponto, havia censura oficial do estado de todas as peças.
O efeito do Licensing Act foi causar mais do que uma aspiração nos dramaturgos para ser tornarem além do que escritores de romance. Henry Fielding começou a escrever prosa sátira e romances depois que suas peças não passavam pelos censores. Henry Brooke também se virou para os romances. Neste ínterim, Samuel Richardson tinha produzido um romance com a intenção de se opor aos efeitos deletérios dos romances em Pamela, or Virtue Rewarded (1749). Henry Fielding atacou o absurdo deste Romance com Shamela, e então a reação de Clarissa de Richardson com a Tom Jones. Brooke escreveu The Man of Feeling e indiretamente deu inicio ao romance sentimental. Laurence Sterne tentou um romance Swiftiano com uma única perspectiva da impossibilidade da biografia (o modelo para a maioria dos próximos romances naquele ponto) e compreendendo com Tristram Shandy, mesmo com seu caluniador Tobias Smollett promovendo o romances picarescos com seus trabalhos. Cada um destes romances representa uma forma e temática divergindo dos outros. Cada romancista tinha um dialogo e competição com os outros, e, em um certo sentido, o romance estabelecia em si como um gênero diverso de forma aberta nesta explosão de criatividade. Os efeitos finais mais importantes desta experimentação são o realismo psicológico de Richardson, a confusa voz narrativa de Fielding, e o sentimentalismo de Brooke.

## Idade da sensibilidade
Durante a Idade da Sensibilidade, a literatura refletiu a visão de mundo do esclarecimento (ou Idade da Razão) – uma abordagem racional e científica para publicações religiosas, social, política e econômica que promove uma visão a secular do mundo e um senso geral do progresso e perfectibilidade. Levado por filosofias que foram inspiradas pelas descobertas do século anterior (Newton) e nos escritos de Descartes, Locke e Bacon. Eles perseguiam descoberta e atuação de princípios universalmente válidos que governassem a humanidade, natureza e sociedade. Eles fizeram vários ataques a autoridade científica e espiritual, restrições econômicas e sociais, dogmatismo, intolerância, censura. Eles consideravam o estado o instrumento próprio e racional do progresso. O Racionalismo extremo e ceticismo desta idade levaram naturalmente ao ateísmo; as mesmas qualidades tiveram a função em trazer mais tarde a reação do romantismo.
A Enciclopédia de Denis Diderot resumo do espírito desta época.
O aumento da ênfase no instinto e sentimento, em relação moderação. Um crescimento da simpatia pela idade media durante a idade da sensibilidade inflamou um interesse em baladas medievais e literatura folclórica.

## Romantismo
A mudança da paisagem da Inglaterra trazida pela maquina a vapor teve duas consequências mais significativas: o crescimento explosivo da industrialização com a expansão das cidades, e a consequente queda da população rural como resultado da limitação ou privatização dos pastos. Muitos dos camponeses dirigiram-se para as cidades para trabalhar nas novas fabricas.
Esta abrupta mudança é revelada pela mudança de cinco palavras: industry (que significava "criatividade"), democracy (que era utilizada como desprezo como "multidão"), class (agora também usada com uma conotação social), art (que significava "artesanato"), culture (que se referia somente a fazendas).
Mas as pobres condições dos trabalhadores, os novos conflitos de classe e a poluição ambiental causada como consequência do urbanismo e industrialização leva os poetas a redescobrir as belezas e valores da natureza. Mãe terra é vista como a única fonte de conhecimento, a única solução problemas causados pelas maquinas.
A superioridade da natureza e instinto sobre civilização foi pregada por Jean Jacques Rousseau e sua mensagem foi adotada por quase todos poetas Europeus. O primeiros Ingleses foram Lake Poets, um pequeno grupo de amigos incluindo William Wordsworth e Samuel Taylor Coleridge. Estes novos Poetas Romanticos trouxeram uma nova emoção e introspecção, e seu surgimento marcou o primeiro manifesto romântico na literatura Inglesa, O Preface to the Lyrical Ballads. Esta coleção se deveu mais da contribuição de Wordsworth, embora Coleridge deva ser creditado seu longo e impressionante Rime of the Ancient Mariner, uma trágica balada sobre um demônio que primeiro mata e então possui um grupo de marinheiro em um bote nos mares do sul.
Coleridge e Wordsworth, porem, compreendiam o romantismo de duas maneiras inteiramente diferentes: enquanto Coleridge procurava tornar o real sobrenatural (muito parecido com filmes de ficção científica que usam efeitos especiais para tornar coisas impressionantes criveis), Wordsworth procurava mesclar a imaginação dos leitores através de figuras bem terra a terra retirada da vida real (por exemplo no The Idiot Boy), ou no beleza de Lake District que inspirou profundamente sua produções (como em Tintern Abbey).
A "Segunda geração" de poetas românticos incluem Lord Byron, Percy Bysshe Shelley, Mary Shelley e John Keats. Byron, contudo, era ainda influenciado por sátiras do século XVIII e era, talvez o ultimo 'romântico' dos três. Seus amores com um numero proeminente de senhoras casadas era também um modo de verbalizar sues dissentimento da hipocrisia de uma alta sociedade que esta aparentemente religiosa mas de fato altamente libertina, a mesma que tinha ridicularizado sua condição física. Sua primeira viagem para Europa resultou em seus dois primeiros cantos de Childe Harold's Pilgrimage, um épico anti-herói das aventuras de um rapaz na Europa, mas também uma refinada sátira da sociedade Inglesa. A despeito do sucesso de Childe Harold' no seu retorno para Inglaterra, acompanhado pela publicação de The Giaour e The Corsair seu alegado romance incestuoso com sua meia irmã Augusta Leigh em 1816 acabou forçando-lhe a deixar a Inglaterra para seu bem e buscar asilo no continente. Onde ele juntamente com Shelley, sua esposa Mary, com seu secretário John Polidori nas praias do Lago Geneva em 1816.
Embora seja justamente uma cura história, Polidori deve ser considerado creditada para introdução de The Vampyre para literatura Inglesa. Shelley, como Mary, tinham muito em comum com Byron: Ele era um aristocrata de uma família famosa e antiga, tinha abraçado o ateísmo e o livre pensar, como ele, tentando escapar de escândalos na Inglaterra.
Percy Shelley foi expulso da Universidade de Oxford por declarar abertamente seu ateísmo, no tratado "A Necessidade do Ateísmo", e da Inglaterra por defender a independência da Irlanda. Em 1811, com dezenove anos, Shelley se casa com Harriet Westbrook, de quem ele iria se separar, três anos depois, para se casar com Mary (Harriet tirou sua própria vida após isto). Depois do nascimento da primeira filha do casal, Harriet não dava atenção aos interesses de Shelley. Mary era diferente: filha de William Godwin, um filosofo e revolucionário, ela compartilhava de seus ideais, era um poeta, e uma feminista como sua mãe, Mary Wollstonecraft, características que faltavam em Harriet. Manteve um caso com Mary, com quem mais tarde tornaria pública a união.
O melhor livro de Shelley foi Ode to the West Wind. A despeito de sua aparente recusa em acreditar em Deus, este poema é considerado uma homenagem ao panteísmo, o reconhecimento de uma presença espiritual na natureza.
Mary Shelley não voltava na história para sua poesia, mas para dar o nascimento a ficção científica: o desenho para um romance é dito ter vindo de um pesadelo durante uma tempestade noturna no lago Geneva. Sua ideia de fazer um corpo com partes humanas roubadas de diferentes corpos e então animá-lo com eletricidade foi talvez influenciado pela invenção de Alessandro Volta e experimento de Luigi Galvani com sapos mortos. A história requentada de Frankenstein também sugere modernos transplantes de órgãos, regeneração de tecidos, lembrando-nos das implicações morais levantadas pela medicina de hoje. Mas a criatura Frankenstein é também incrivelmente romântica. Embora "o mostro " seja inteligente, bom e apaixonado, ele é evitado por todos devido a sua feiúra e deformidade e o desespero que resulta da exclusão social o torna em uma maquina assassina que eventualmente mata seu próprio criador.
Provavelmente John Keats não compartilhava os ideais revolucionários de Byron e Shelley, mas seu culto do panteísmo e tão importante quanto para Shelley. Keats era apaixonado pelas antigas pedras do Parthenon que Lord Elgin tinha trazido para Inglaterra da Grécia, também conhecida como a Mármores de Elgin. Ele celebrava a Grécia antiga: a beleza da liberdade de casais de jovens amantes como aqueles da arte clássica. A grande atenção de Keats para arte, especialmente em sua Ode on a Grecian Urn é algo muito novo no romantismo, e isto irá inspirar a crença de Walter Pater e então de Oscar Wilde no valor absoluto da arte como independente da estética.
Jane Austen Escreveu romances sobre a vida da classe rural, vista do ponto de vista de uma mulher, e de maneira irônica focada em praticas sociais, especialmente focadas em temas sociais, especialmente o casamento e o dinheiro.

## Literatura vitoriana
Foi na era vitoriana (1837-1901) que o romance se tornou a principal forma literária em língua inglesa. A maioria dos escritores estava agora mais interessada em agradar ao público leitor de classe média do que aos seus patronos aristocratas. As mais notáveis obras dessa época incluem trabalhos poderosamente emocionais das irmãs Brontë; a sátira Vanity Fair de William Makepeace Thackeray; os romances realistas de George Eliot; e os criteriosos retratos de Anthony Trollope, da vida dos classe artesãos e camponeses.
Charles Dickens emergiu no cenário literário em 1830, confirmando a tendência para as publicações em série. Dickens escreveu vividamente sobre vida dos pobres de Londres, mas em estilo bem-humorado, o que era aceitável para leitores de todas as classes. Seus trabalhos iniciais tais como The Pickwick Papers (Os Documentos Póstumos do Clube Pickwick) são obras-primas da comédia. Mais tarde, seus trabalhos tornaram-se sombrios, sem que houvesse a perda do seu gênio para a caricatura.
O interesse em assuntos rurais e nas mudanças da situação social e econômica do país aparece nos romances de Thomas Hardy e outros.
Entre as figuras de destaque na poesia vitoriana, incluem-se Alfred Tennyson, Robert Browning e sua esposa, Elizabeth Barrett Browning.
Na literatura para crianças desse período, destacam-se Lewis Carroll, que foi um representante da poesia nonsense, e Edward Lear. Também na época surge Sherlock Holmes, um dos personagens mais famosos da literatura inglesa. O célebre detetive, criado por Arthur Conan Doyle, aparece pela primeira vez no livro Um estudo em vermelho (1887).

## Literatura eduardiana
O escritor mais largamente popular do século XX era indiscutivelmente Rudyard Kipling, um escritor altamente versátil de romances, histórias curtas e poemas, freqüentemente baseados em suas experiências do domínio britânico na Índia. Kipling era intimamente associado com o imperialismo e isto manchou sua reputação em tempos mais recentes.

## Literatura da era georgiana
Os poetas georgianos mantiveram uma abordagem conservadora para a poesia.
As experiências da Primeira Guerra Mundial foram refletidas no trabalho da poesia da guerra tais como Rupert Brooke, Isaac Rosenberg, Edmund Blunden e Siegfried Sassoon. Muitos escritores voltaram-se temas patriotas e imperialistas como resultado da guerra, notavelmente Kipling.
John Buchan foi pioneiro em um novo tipo de ficção, o romance de espionagem e obteve grande popularidade durante e depois da Primeira Guerra Mundial.
Não se pode esquecer o grande ficcionista e ensaista G. K. Chesterton, que escreveu 80 volumes de livros e causou a maior sensação nos debates da rádio BBC, disputando de forma magistral com outros grandes autores ingleses, como Bernard Shaw e H. G. Wells.

## Literatura modernista
Entre os importantes romancistas duas Guerras Mundiais incluem Evelyn Waugh, D.H. Lawrence e Virginia Woolf, um membro do Grupo de Bloomsbury. Alem do Bloomsbury group, the Sitwells também acolhiam uma facção artística e literária, porem menos influente.
H. G. Wells foi um pioneiro da ficção científica. A critica de George Orwell do totalitarianismo acrescentou a palavra Orwellian à lingua Inglêsa. A distopia de Aldous Huxley em Brave New World e J. G. Ballard são os percusores do moviento cyberpunk.
W. H. Auden, Stephen Spender, Ted Hughes e Philip Larkin são importantes poetas
Outros notaveis escritores incluem Muriel Spark, Daphne du Maurier, Margaret Drabble, Iris Murdoch, Anthony Burgess (que ficou conhecido como o "o ultimo modernista "), Kingsley Amis, Graham Greene e G. K. Chesterton.
Escritores de literatura popular incluem P. G. Wodehouse, Agatha Christie, famosa por seus romances policiais, e J. R. R. Tolkien, este último grande autor de fantasia.

## Literatura pós-modernista
John Fowles, Julian Barnes, J.K. Rowling, Neil Gaiman e Andrew D. Miller são exemplos de autores  pós-modernos de língua inglesa.

## Principais autores
| - William Shakespeare - G. K. Chesterton - Jane Austen - Emily Brontë - Mary Shelley - Edgar Allan Poe - Oscar Wilde - Lewis Carroll - Charles Dickens - Anne Rice - Arthur Conan Doyle | - William Makepeace Thackeray - Francis Bacon - James Baldwin - Lord Byron - Thomas Hobbes - Washington Irving - Norman Mailer - Herman Melville - Thomas More - Bertrand Russel | - Percy Bysshe Shelley - Adam Smith - Bram Stoker - Conan Doyle - John Steinbeck - William Faulkner - Charlotte Brontë - William Blake - John Keats - William Wordsworth | - J. K. Rowling - J. R. R. Tolkien - Virginia Woolf - James Joyce - Katherine Mansfield - Agatha Christie - Roald Dahl - Robert Louis Stevenson - Samuel Taylor Coleridge - John Milton | - Geoffrey Chaucer - Emily Dickinson - Walt Whitman - Ernest Hemingway - Scott Fitzgerald - Arthur Miller - George Bernard Shaw - Nathaniel Hawthorne - E. T. A. Hoffmann |